# Ernest E. Rogers
Ernest Elias Rogers (* 6. Dezember 1866; † 28. Januar 1945) war ein US-amerikanischer Politiker. Zwischen 1929 und 1931 war er Vizegouverneur des Bundesstaates Connecticut.

## Werdegang
Weder der Geburts- noch der Sterbeort von Ernest Rogers sind überliefert. Auch über seine Jugend und Schulausbildung sowie seinen Werdegang jenseits der Politik gibt es keine Angaben. Er lebte in New London. Politisch schloss er sich der Republikanischen Partei an. Im Jahr 1917 war er Bürgermeister von New London; 1920 wurde er in das Repräsentantenhaus von Connecticut gewählt. Zwischen 1925 und 1929 bekleidete er das Amt des State Treasurer. Im Juni 1928 nahm er als Delegierter an der Republican National Convention in Kansas City teil, auf der Herbert Hoover als Präsidentschaftskandidat nominiert wurde.
Im selben Jahr wurde Rogers an der Seite von John H. Trumbull zum Vizegouverneur von Connecticut gewählt. Dieses Amt bekleidete er zwischen 1929 und 1931. Dabei war er Stellvertreter des Gouverneurs und Vorsitzender des Staatssenats. Nach dem Ende seiner Zeit als Vizegouverneur ist Ernest Rogers politisch nicht mehr in Erscheinung getreten. Er starb am 28. Januar 1945.